# 32441 Youngrokkim
32441 Youngrokkim este o planetă minoră (asteroid), cu un diametru de 13,781 km, din centura de asteroizi. A fost descoperită pe 5 septembrie 2000 la Stația Anderson Mesa de Lowell Observatory Near-Earth-Object Search. 
Obiectul prezintă o orbită caracterizată de o semiaxă mare de 2,6334837 UAi, o excentricitate de 0,13, o înclinație de 26,77519 ° în raport cu ecliptica.